# Čestereg
Čestereg (ćirilično: Честерег, mađarski: Csősztelek, njemački: Tschesterek, Neuhatzfeld) je naselje u Banatu u Vojvodini u sastavu općine Žitište.

## Stanovništvo
Do Drugoga svjetskoga rata u Česteregu većinu stanovništva su činili Nijemci, koji su poslije rata iseljeni, a u njihove kuće su većinom kolonizirani Srbi iz okolice Skender Vakufa, ali i 29 hrvatskih obitelji iz Općina Skender Vakuf i Kotor Varoš. Prema popisu iz 2002. godine u selu je živjelo 15 Hrvata, ali je procjena da ih ima više, ali se većina nacionalna ne izjašnjava ili se izjašnjava po regionalnoj ili jugoslovenskoj pripadnosti. U selu je, po popisu iz 2002. godine, živjelo 58 rimokatolika.
U naselju Čestereg živi 1.391 stanovnika, od toga 1.128 punoljetna stanovnika, prosječna starost stanovništva iznosi 41,8 godina (40,0 kod muškaraca i 43,4 kod žena). U naselju ima 511 domaćinstava, a prosječan broj članova po domaćinstvu je 2,72.
| Etnički sastav 2002. |            |        |
| Narod                | Stanovnika | %      |
| Srbi                 | 1.294      | 93,02% |
| Romi                 | 27         | 1,94%  |
| Hrvati               | 15         | 1,07%  |
| Jugoslaveni          | 14         | 1,00%  |
| Mađari               | 11         | 0,79%  |
| Makedonci            | 2          | 0,14%  |
| Crnogorci            | 2          | 0,14%  |
| Slovenci             | 1          | 0,07%  |
| nepoznato            | 6          | 0,43%  |

| broj stanovnika | 2296  | 2248  | 2101  | 1766  | 1581  | 1465  | 1391  |
|                 | 1948. | 1953. | 1961. | 1971. | 1981. | 1991. | 2001. |

## Vanjske poveznice
- Karte, položaj, zemljopisni podaci o naselju
- Prezentacija sela
- Čestereg nekada